# عکاسی جدایی‌طلب

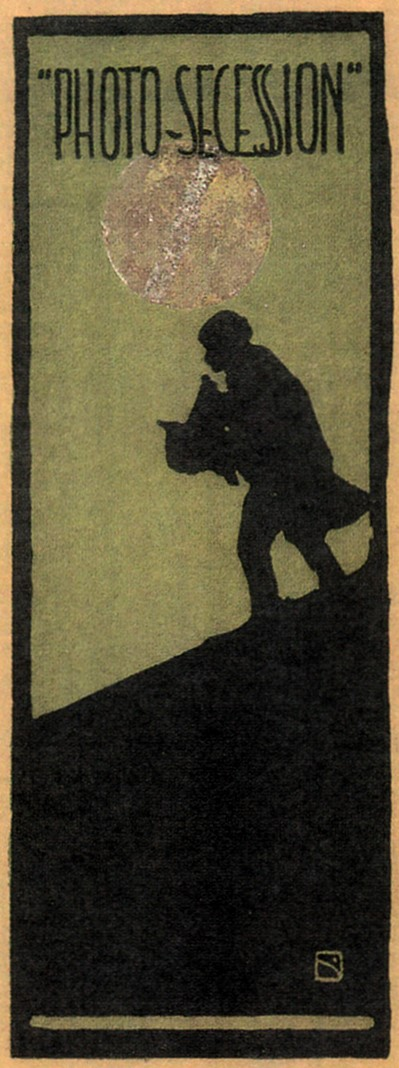
تبلیغات برای عکاسی جدایی‌طلب و گالری‌های کوچک عکاسی جدایی‌طلب، طراحی شده توسط ادوارد استیچن. منتشر شده در Camera Work No. ۱۳، ۱۹۰۶

عکاسی جدایی‌طلب (به انگلیسی: Photo-Secession) ژانری از عکاسی بود که در سال ۱۹۰۲ توسط آلفرد استیگلیتس پایه‌گذاری شد تا جدایی از پیکتوریالیسم مسلط بر فضای عکاسی آمریکا را ابلاغ نماید. این جنبش با گذار از پیکتوریالیسم به عکاسی صریح، نشانگر آغاز مدرنیسم در عکاسی می‌باشد. پایان رسمی این جنبش، با پیوستن آلفرد استیگلیتس به جنبش عکاسی صریح و تحت تأثیر پل استرند به وقوع پیوست. 
تبلیغات برای عکاسی جدایی‌طلب و گالری های کوچک عکاسی جدایی‌طلب، طراحی شده توسط ادوارد استیچن. منتشر شده در Camera Work No. 13 ، 1906